# Megasema excavata
Megasema excavata là một loài bướm đêm trong họ Noctuidae.